# Plamboz
Plamboz (toponimo francese) è una frazione del comune svizzero di Brot-Plamboz (Canton Neuchâtel).

## Storia
Già comune autonomo, nel 1878 è stato accorpato all'altro comune soppresso di Brot-Dessus per formare il nuovo comune di Brot-Plamboz.

## Società

### Evoluzione demografica
L'evoluzione demografica è riportata nella seguente tabella:
Abitanti censiti

## Economia
L'economia locale si basa prevalentemente sul settore primario.